# Aeronca L-3 Grasshopper

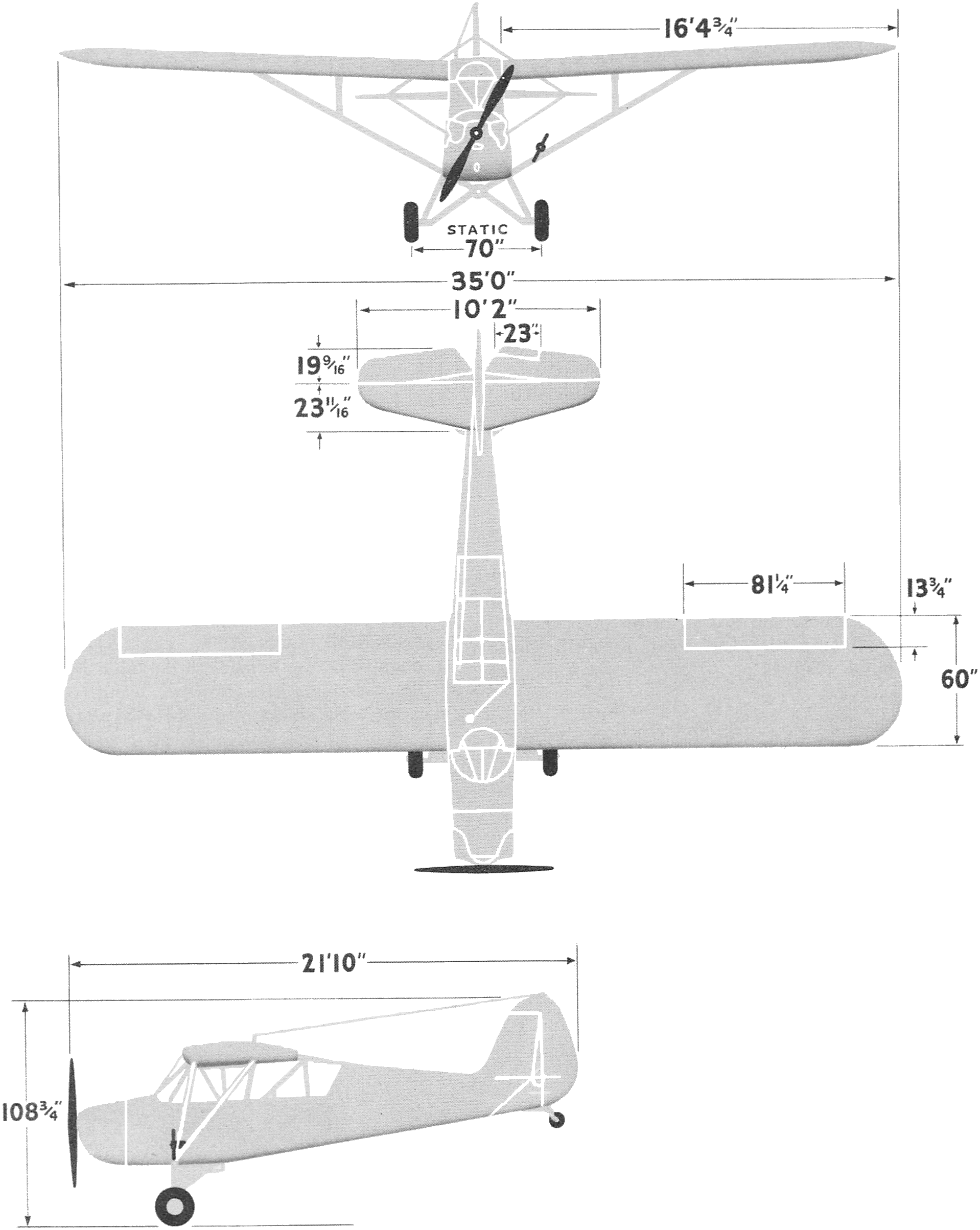
Схематичне креслення літака «Аеронка» L-3 «Грассхоппер»

«Аеронка» L-3 «Грассхоппер» (англ. Aeronca L-3 Grasshopper) — американський двомісний легкий літак спостереження-зв'язку виробництва компанії Aeronca Aircraft, що перебував на озброєнні Повітряних сил армії США у Другій світовій війні.
Літак зв'язку L-3, який спочатку мав позначення O-58, був військовою версією цивільного літака Aeronca 65 Defender. Цей легкий літак з високим крилом міг літати з невеликих, нашвидкуруч побудованих льотних полів. Армія замовила перші O-58 у 1941 році для випробувань використання легких літаків для зв'язку та спостереження за безпосередньою підтримкою наземних сил. Між 1941 і 1943 роками компанія Aeronca Aircraft Corp. з Міддлтона, штат Огайо, побудувала понад 1400 таких літаків для армії — 875 з них були L-3B. Під час Другої світової війни Aeronca L-3 приєдналися до подібних «Grasshoppers» у артилерійському спостереженні, кур'єрській службі, передовому зв'язку та навчанні пілотів. У 1942 році Aeronca розробила TG-5, тренувальний планер на основі O-58. Тримісний планер мав передній фюзеляж, який замінив двигун, але зберіг задню частину фюзеляжу, крила та хвостове оперення моторної версії. Aeronca побудувала 250 TG-5 для армії.

## Історія
У 1941 році Повітряний корпус Армії США замовив чотири зразки Aeronca 65 TC Defender, позначених YO-58, для оцінки придатності легких літаків для виконання функцій спостереження та зв'язку. Керівництво авіацією також розмістило подібні замовлення у Piper і Taylorcraft Aircraft. Експлуатаційні випробування під час щорічних маневрів армії США виявилися успішними та призвели до розміщення великих замовлень. У 1942 році O-58 отримав нову назву L-3.
Коли американські війська вступили у війну після нападу японців на Перл-Гарбор, армійська авіація використовувала L-3 приблизно так само, як спостережні повітряні кулі під час Першої світової війни, — виявляючи дії та корегуючи артилерійський вогонь. Літак також використовувався для зв'язку, взаємодії, транспортних функцій та повітряної розвідки на малій дальності, для чого були потрібні літаки, здатні здійснювати посадку та зліт з доріг, відкритих полів і нашвидкуруч підготовлених посадочних смуг. Пілоти зв'язку тренувалися на L-3 перед тим, як перейти на фронтові літаки, такі як Piper L-4 або Stinson L-5. Деякі L-3 були відправлені до Північної Африки, а згодом передані Вільним французьким силам, що боролися у цьому регіоні на той час. Принаймні один із літаків служив у складі американських сил в Італії і принаймні другий служив у Нормандії, як повідомила Detroit Free Press 25 червня 1944 року, з фотографією, яка вказує на транспортування медичних матеріалів для наступаючих фронтових частин.
TG-5 був тримісним навчальним планером 1942 року, заснованим на конструкції O-58. Цей літак зберіг задню частину фюзеляжу, крила та хвостове оперення O-58, додавши новий передній фюзеляж замість двигуна. Загалом Aeronca побудувала 250 планерів TG-5 для армії. ВМС отримали три як LNR-1.

## Модифікації
- YO-58 — військова версія Aeronca Model 65 «Defender», чотири літаки з двигуном Continental YO-170-3 потужністю 65 к.с. (48 кВт)
- O-58/L-3 — серійна версія на перше замовлення 50, найчастіше використовувалася для навчання в США
- O-58A/L-3A — варіант літака O-58 з розширеним на 4 дюйми фюзеляжем і подовженим куполом кабіни пілота. 20 побудовано.
- O-58B/L-3B — варіант літака зі зміненим ліхтарем та додатковим радіообладнанням. 875 збудовано
- O-58C/L-3C — версія O-58B/L-3B, але з вилученим радіообладнанням для використання в ролі навчального. 490 од.
- L-3D — Aeronca 65TF Defender. 11 літаків
- L-3E — Aeronca 65TC Defender. 12 літаків
- L-3F — Aeronca 65CA Defender. 19 літаків
- L-3G — Aeronca 65L Super Chief. з сидіннями поруч. Двигун Lycoming. 4 од.
- L-3H — Aeronca 65TL Defender. 1 літак з двигуном Lycoming
- L-3J — Aeronca 65TC Defender. 1 літак з двигуном Continental
- JR-1 — L-3C поставлені ВМС США. 3 шт.
- TG-5 — навчальні планери для USAAC. 250 шт.
- TG-33 — TG-5, перероблені для управління літаком лежачи
- LNR — TG-5 поставлені ВМС США. 3 шт.

## Країни-оператори
Бразилія
- Повітряні сили Бразилії

 Венесуела
- Повітряні сили Венесуели
- Домініканська Республіка
  -  Повітряні сили Домініканської Республіки
- Куба
  -  Військово-повітряні сили Куби

 США
- Повітряний корпус Армії США

 Чилі
- Повітряні сили Чилі

## Літаки, схожі за призначенням, ТТХ та епохою застосування
| - Renard R.31 - Kaproni Bulgarski KB-11 Fazan - Westland Lysander - IMAM Ro.63 - Caproni Ca.111 - Henschel Hs 126 | - Fieseler Fi 156 Storch - Siebel Si 201 - Heinkel He 46 - Koolhoven F.K.52 - RWD-14 Czapla - LWS-3 Mewa | - Lublin R-XIII - По-2 - Р-5 - IAR 37 - Taylorcraft L-2 Grasshopper - Bellanca YO-50 | - Douglas O-43 - Stinson L-1 Vigilant - North American O-47 - Repülőgépgyár Levente II - ANF Les Mureaux 113 - Caudron Simoun | - Aero Ae 50 - Kokusai Ki-76 - Kobeseiko Te-Gō |